# Даугавгріва
Даугавгрі́ва (латис. Daugavgrīva) — місцевість у Латвії. Мікрорайон латвійської столиці Риги (з 1924; Курземський район); колишнє село і містечко. Розташований на півночі міста, у гирлі, на правому березі Західної Двіни (Даугави), на березі Ризької затоки Балтійського моря. Межує з мікрорайонами Рітабуллі, Болдерая і Вецмілгравіс. Місце розташування колишнього Дюнамюндського монастиря (1205—1305), замку (1305—1680) і фортеці (1641—1940). Вперше згадується 1205 року в зв'язку з монастирем. Площа — 10,147 км². Населення — 9767 осіб (2010). Інші назви — Дюнамю́нде (1205—1893), У́сть-Дві́нськ (1893—1918).

## Назва
- Даугавгрі́ва, або Давгавгрі́ва (латис. Daugavgrīva, Даугав-гріва, «гирло Даугави») — сучасна латиська назва з 1919 року; переклад німецької назви.
- Дюнамю́нде (нім. Dünamünde; лат. Dunemunda, «гирло Дюни») — німецька назва у 1205—1893 рр.
- Динему́нт (пол. Dynemunt), або Дінемунт (рос. Динемунт) — польська, староукраїнська і староросійська назва.
- У́сть-Дві́нськ (рос. Усть-Двинск) — російська назва у 1893—1918 роках.

## Історія

### Землі Дюнамюндського монастиря (з ХІІІ ст.)
У ХІІ столітті на території Даугавгріви проживали ліви.
Даугавгріва (нім. Dünamünde) вперше згадується в історичних джерелах у 1205 році, коли Альберт фон Буксгевден заснував цистерціанський монастир на правому березі старого гирла Даугави (на березі сучасної річки Вецдаугави) на дюні — горі Святого Миколая (лат. Mons S. Nicolai). Першим абатом монастиря був Теодоріх, який пізніше став естонським єпископом; другим абатом у 1210 році став Бернхард фон Ліппе.
У 1228 році курші та земгали захопили монастир і зруйнували його, проте він був швидко відновлений. У 1263 році дерев'яна церква монастиря сильно постраждала від пожежі. З 1305 року, коли Лівонський орден купив відбудований монастир, тут постав центр комтурства — Даугавгрівський замок. Ченці монастиря переїхали до Падізе, де заснували новий монастир.
Укріплення біля морських воріт Риги мали велике стратегічне значення — вони загалом і були споруджені для здійснення політичного і економічного контролю над Ригою, що була ганзейським містом, — тому й стали об'єктом суперечок ризького єпископа та ордену.
В 1329 році рижани захопили замок, але у 1435 були змушені віддати його. Щоб перервати торгівлю Риги, у 1481 році лицарі припинили хід суден по Даугаві, простягнувши залізного ланцюга від Даугавгріви до іншого берега річки. У відповідь на це рижани знову вторглися у замок та зруйнували його. Через 8 років лицарі повернулися і відбудували його.
Наприкінці XV століття до Даугавгріви приєднали володіння ландмаршала Лівонського ордену. Поселення сильно постраждало під час війни ордену з Ригою у 1480 році, в результаті якої було фактично зруйнованим. В 1491 році, коли Вальтер фон Плеттенберг переміг рижан, то наказав їм відбудувати поселення.
Раніше і монастир, і замок знаходилися на лівому березі Даугави, але у 1567 році Даугава прорвала берегові дюни і утворила новий витік у море, що знаходився приблизно у 5 км далі на захід; тоді ж поляки збудували невелике укріплення на тому місці, де зараз знаходиться Даугавгріва.
До 1681 року для проїзду по воді Рига використовувала старе русло Даугави, хоча воно поступово засмічувалося і в наш час ним вже не можна вийти в море. Сучасний Даугавгрівський мікрорайон знаходиться на березі нового русла. у той час як фортеця і монастир розташовані на території мікрорайону Вецдаугава.

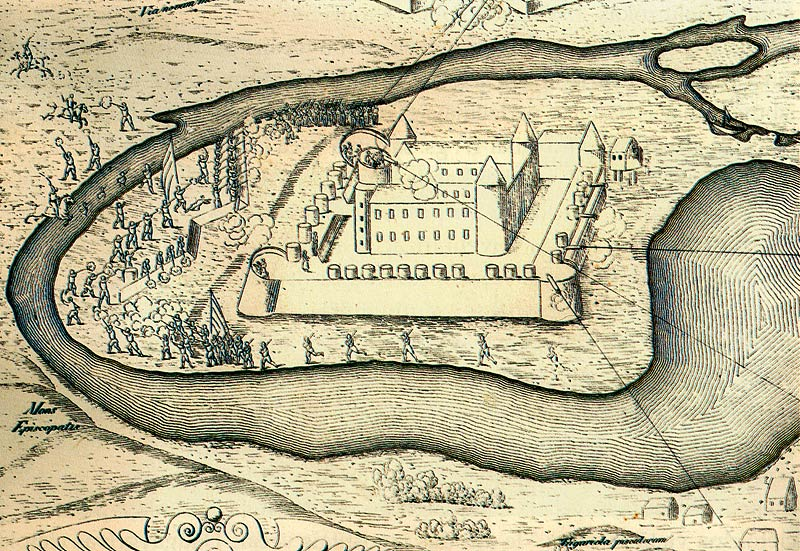
Даугавгрівський замок у 1601 році

Під час Лівонської війни безпосередні бойові дії не дісталися Даугавгріви. У 1561 році Даугавгріва належала Великому князівству Литовському. З 1562 року вона належала Речі Посполитій, а у 1600–1605 та з 1621 рр. вона перебувала під владою Швеції.

### Фортеця і аванпост Риги (з XVIIст.)
На своєму сучасному місці Даугавгріва почала утворюватися на початку XVII століття. Під час польсько-шведської війни шведська армія 1 серпня 1608 року на чолі з графом Йоахімом Фрідріхом фон Мансфельдом захопила польське укріплення і зруйнувала його разом із замком. В тому ж році шведи збудували нові фортифікаційні споруди у новому гирлі Даугави (Ноймюндський бастіон; латис. Neimindes skanste, нім. Neumünde), де розмістився гарнізон із 250 солдат. За часів Шведської Лівонії у 1641 році генералом Ротенбургом було побудовано велику фортецю в голландському стилі із п'ятьма бастіонами та двома воротами. Для спорудження замку у фортеці було використано каміння з попередніх споруджень.
У 1670 році інженер Ерік Дальберг розширив п'ять попередніх бастіонів і добудував шостий бастіон, нові каземати, порохові погреби, а також насипав вали та поглибив рови. У 1680—1683 рр. у Даугавгрівській фортеці пастором гарнізону служив Ернст Глюк.

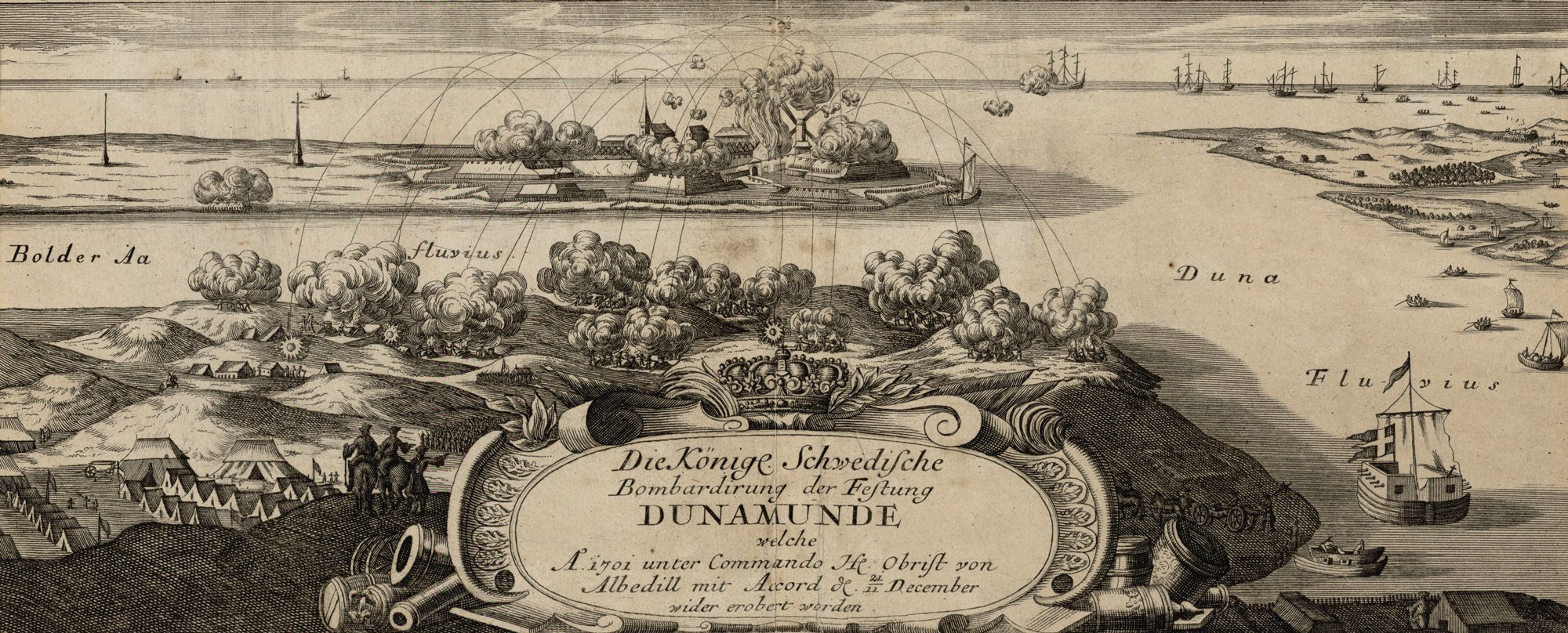
Шведська армія бомбардує Даугавгрівську фортецю в грудні 1701 року

У 1695 році комендантом фортеці був капітан Генріх Рюдінгер, прадід майбутнього патріарха Олексія ІІ, висвячений в лицарі шведським королем Карлом ХІ. Пізніше комендантом фортеці став Йоахім Кронман, який помер 5 березня 1703 року.
Після Великої Північної війни (1700—1721) росіяни, захопивши у 1710 поселення разом з Даугавгрівською фортецею, перебудували її. У 1742 році тут були ув'язнена російська регентка Анна Леопольдівна разом зі своїм чоловіком Антоном Ульріхом та сином Іваном VI.
Біля фортеці згодом розвинулося житлове поселення. У XVII столітті в Даугавгріві почала працювати латиська школа. У 1773—1776 рр. у фортеці за проектом Олександра Віста лютеранську церкву гарнізону було перебудовано в православну церкву, яка отримала назву Свято-Преображенської. Наприкінці XVIII століття Даугавгріва стала зимовим портом Риги (щороку у ньому зимувало приблизно 1000 кораблів).

### ХІХ століття
У 1812 році під час Французько-російської війни Даугавгріву оточили наполеонівські війська на чолі з герцогом Жаком Макдональдом, але ця облога не принесла успіху. Загалом у ХІХ столітті Даугавгрівська фортеця вважалась однією із найсильніших морських фортець Європи.
Після спорудження залізничної лінії Рига—Болдерая у1872 році, яку офіційно відкрили через рік, Даугавгріва перетворилась на аванпорт міста. В районі Даугавгріви також були збудовані Даугавгрівська залізнична станція та залізнична станція Скансте.
У 1852 році з Риги до лоцманської станції в Даугавгріві було проведено телеграфну лінію. У 1863 році було збудовано Даугавгрівський маяк, висота якого складала 31,4 м; під час Першої світової війни  він був зруйнований, але у 1921 році його відновили і на цей раз його висота дорівнювала 35,5 м. У 1865 році Ризький біржовий комітет спорудив у зимовому порту Даугавгріви похилий док. Біля 1866 року було збудовано машинобудівну фабрику, при якій у 1898 році спорудили плавучий док.
В 1893 році російський уряд перейменував фортецю, в якій проживали лише солдати, на Усть-Двінськ. До Першої світової війни російські укріплення були повністю перебудовані.

### ХХ століття

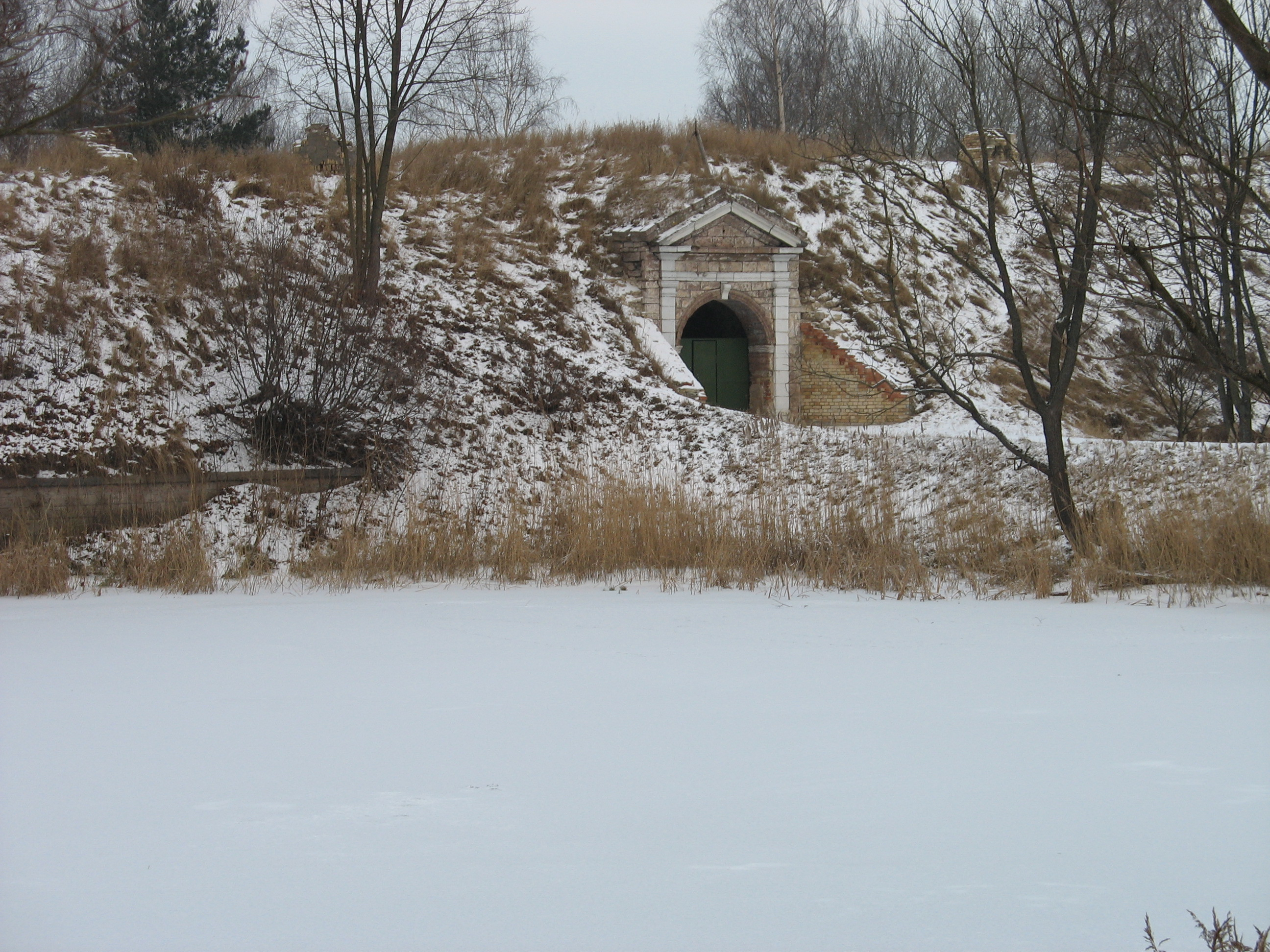
Ворота фортеці в Даугавгріві

У 1905 році в Даугавгрівській фортеці діяла військова організація Ризького комітету соціально-демократичної партії. 23 червня 1905 року тут відбулася велика демонстрація, а 22 жовтня — масовий мітинг. 20 листопада солдати Даугавгрівського гарнізону взяли участь у масовому мітингу в Болдераї. У 1909 році в Даугавгрівіналічувалося 110 будівель, а кількість мешканцівякі переважно були працівниками порту та рибалками, складала приблизно 2 тисячі осіб. У 1915 році в Даугавгрівській фортеці формували і навчали батальйони латиських стрільців. Восени 1919 року тут відбулися заворушення серед бійців Даугавгрівського гарнізону латвійської армії.
Під час Першої світової війни фортеця зазнала бомбардувань з дирижаблів німецької армії. Після захоплення фортеці Німеччиною у 1917 сюди з інспекцією прибув імператор Вільгельм II. Втім, кількома роками пізніше латвійський уряд наказав зруйнувати велику частину укріплень.
У 1924 році Даугавгріва була приєднана до Риги.
Під час Другої світової війни в рамках операції «Дюнамюнде» у лютому 1942 року нацистськими окупантами Латвії було вбито кілька тисяч євреїв і в'язнів концтаборів. Нацисти повідомили юденрату Ризького гетто, що людей мають привезти у місто Дюнамюнде для робіт на консервній фабриці. Замість цього їх вивезли до Бікєрнієцького лісу, де вони були розстріляні та поховані у безіменних братських могилах.
За часів радянської окупації тодішній Усть-Двінськ був військовою базою СРСР.
З 1959 року Даугавгрівський мікрорайон став частиною Курземського району Риги.

## Даугавгрівський маяк

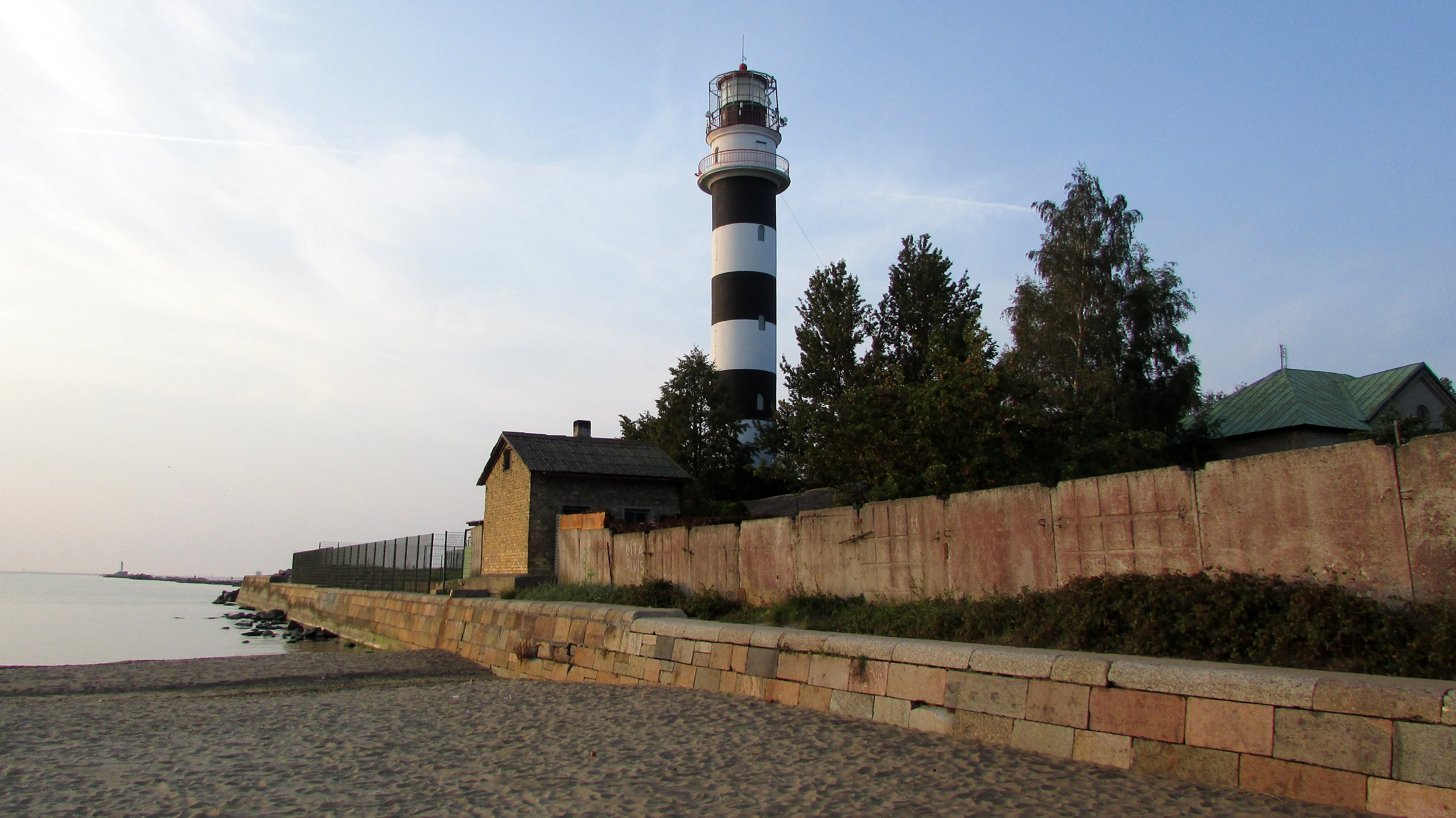
Маяк у Даугавгріві

Даугавгрівський маяк знаходиться на лівому березі Даугави біля її витоку в море. Перша карта, на якій зображено маяк біля Риги, датована 1536 роком. У переліку маяків Російської імперії згадується і маяк в Даугавгріві — кам'яна кладка, на якій горіло вогнище. З 1788 року вогонь розпалювали з найвищої платформи дерев'яної вежі. У 1812 році між Даугавгрівським маяком та Домським собором було проведено лінію семафорного телеграфу, але у 1819 році було збудовано нову дерев'яну вежу (на цегляному цоколі), у якій запалювали масляні лампи з рефлекторами. Під час Кримської війни у 1854 році дерев'яну частину Даугавгрівського маяка було розібрано, а на його фундаменті встановили гармати. У 1857 році вежа була відбудована.
У 1863 році було встановлено збірну чавунну вежу, але у 1915 році її підірвали. Тому у 1921 році було збудовано циліндричну залізобетонну вежу. Під час Другої світової війни вежа знову була підірвана. У 1945 році було споруджено тимчасову дерев'яну вежу, проте з 1957 року сучасний маяк працював у комплексі з туманним сигналом та радіомаяком. Зараз це залізобетонна вежа циліндричної форми з білим спалаховим вогнем, висота якої становить 35 м над рівнем моря.

## Освіта
У Даугавгрівському мікрорайоні діє Латвійська морська академія та Даугавгрівська середня школа.
Оскільки разом із двома середніми школами Болдераї (19-та і 33-тя середні школи) в обох мікрорайонах у 2017 році навчалося лише 183 учні, а також через те, що двох із цих шкіл індекс обов'язкового централізованого екзамену (OCE) був меншим за 35 %, було піднято питання про реорганізацію цих трьох середніх шкіл у початкові школи або створити одну загальну середню школу.

## Галерея

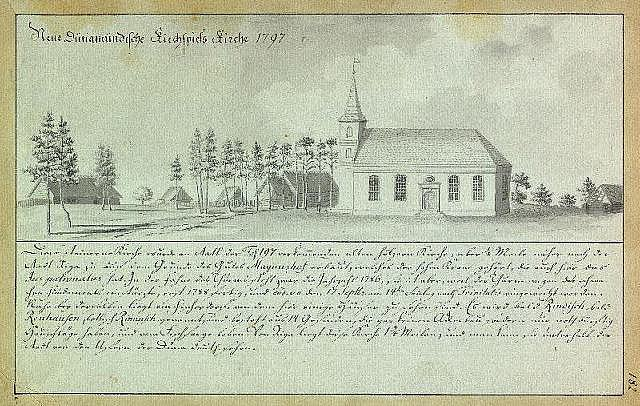
Нова церква в Даугавгріві, 1797 рік, Й. Бротце
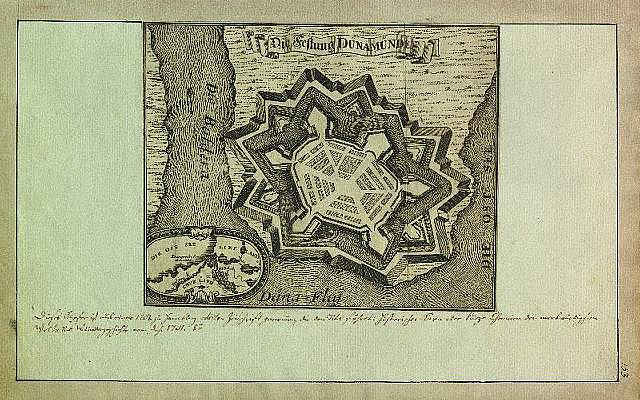
Шведська фортеця біля 1700 року
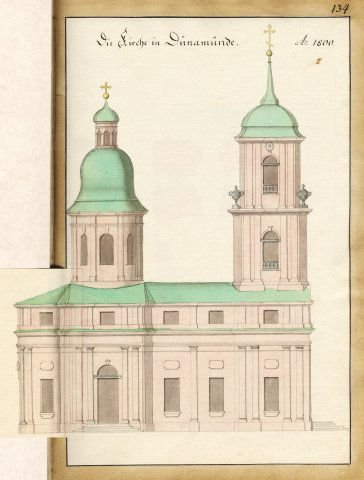
Православна церква Даугавгрівської фортеці (Й. Бротце[lv], 1800).
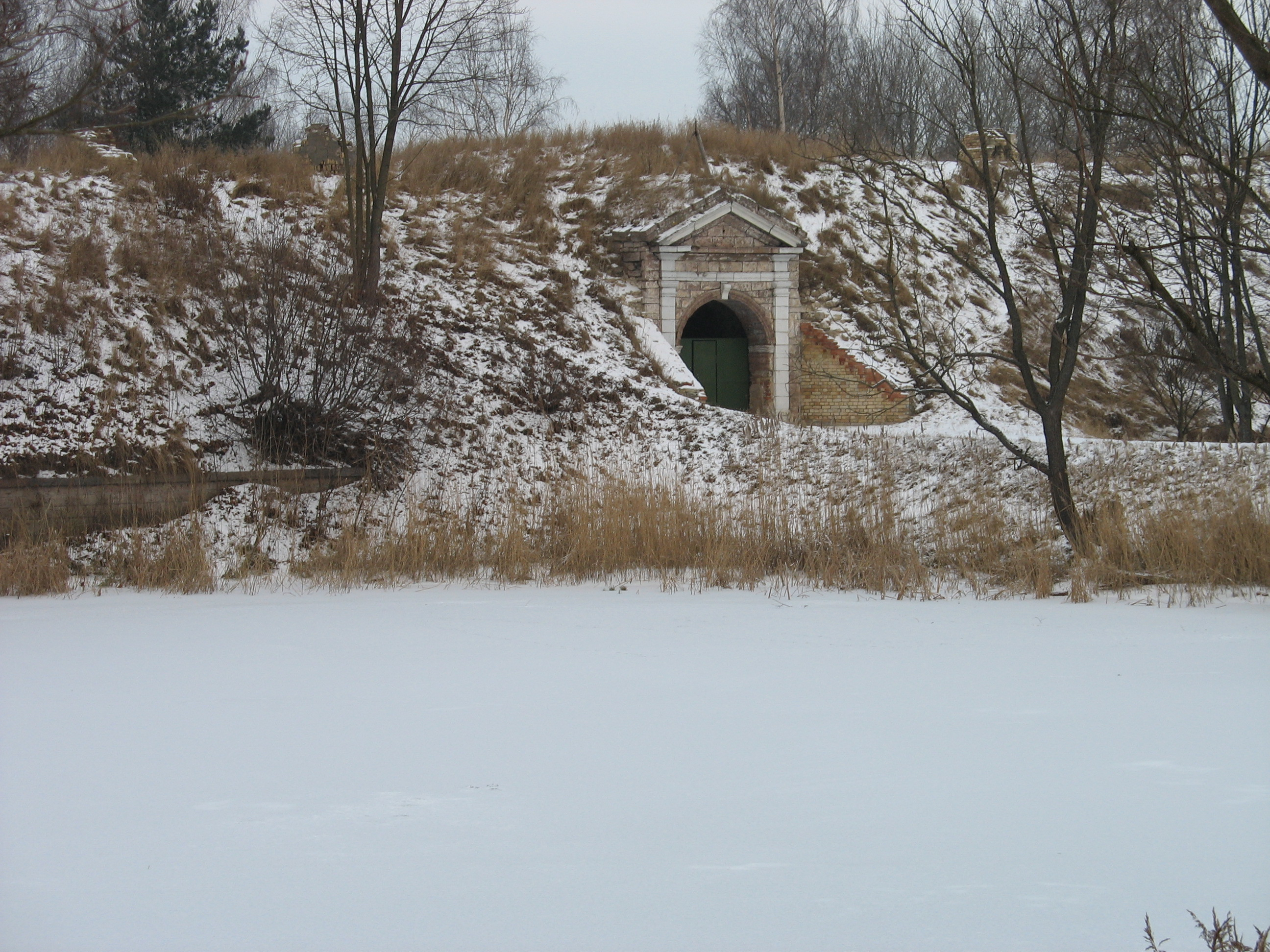
Одні з воріт, що ведуть у фортецю
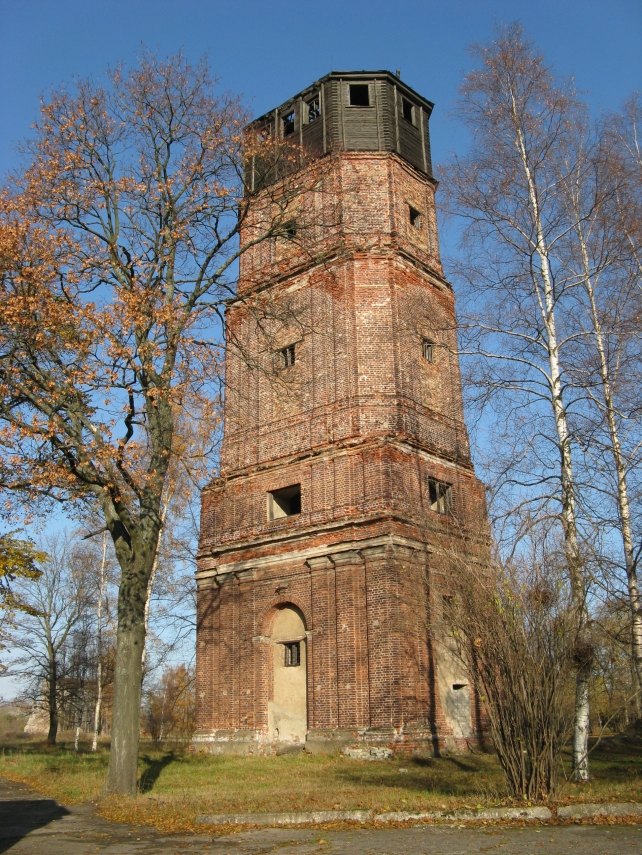
Руїни фортеці
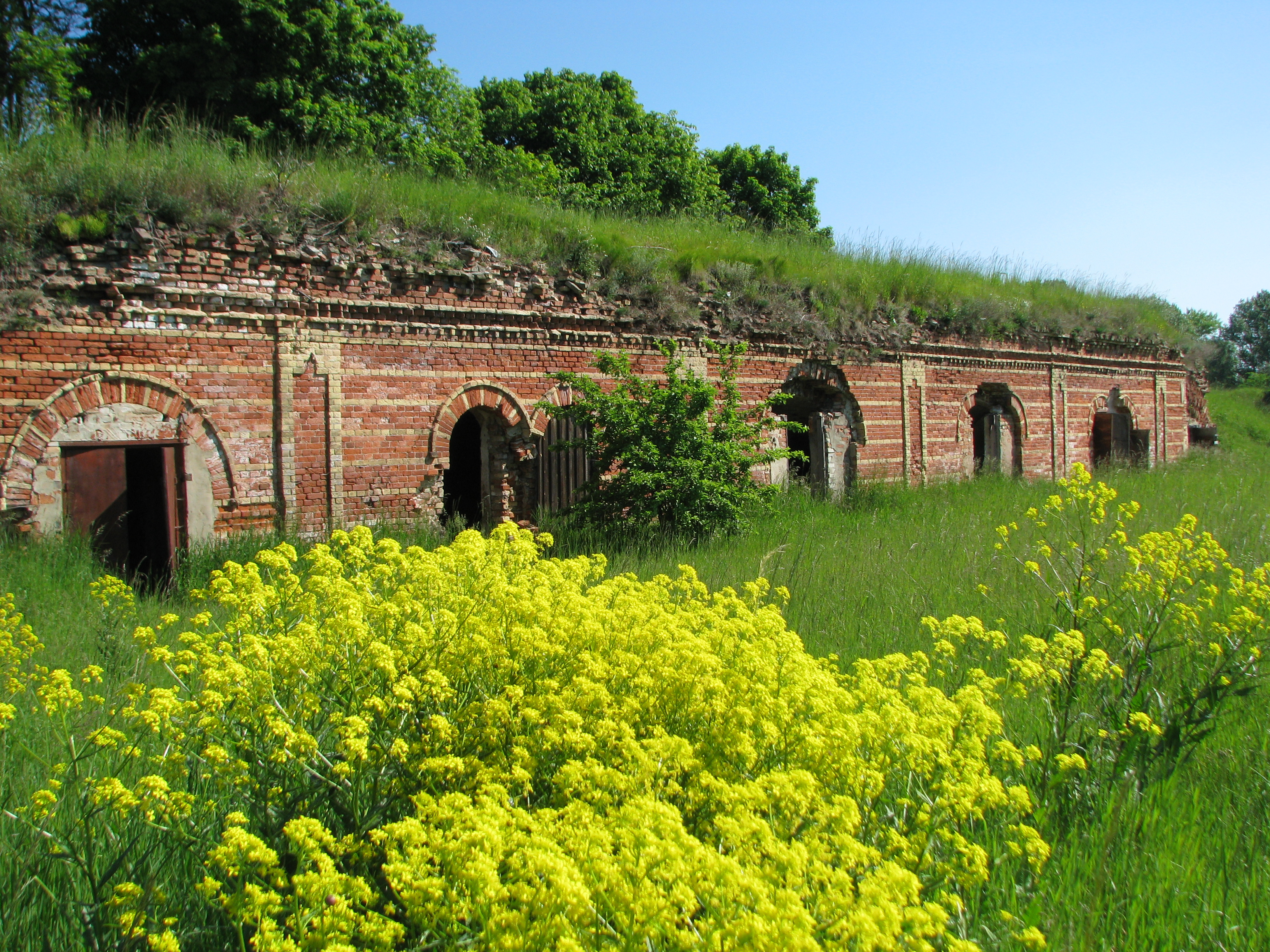
Руїни фортеці
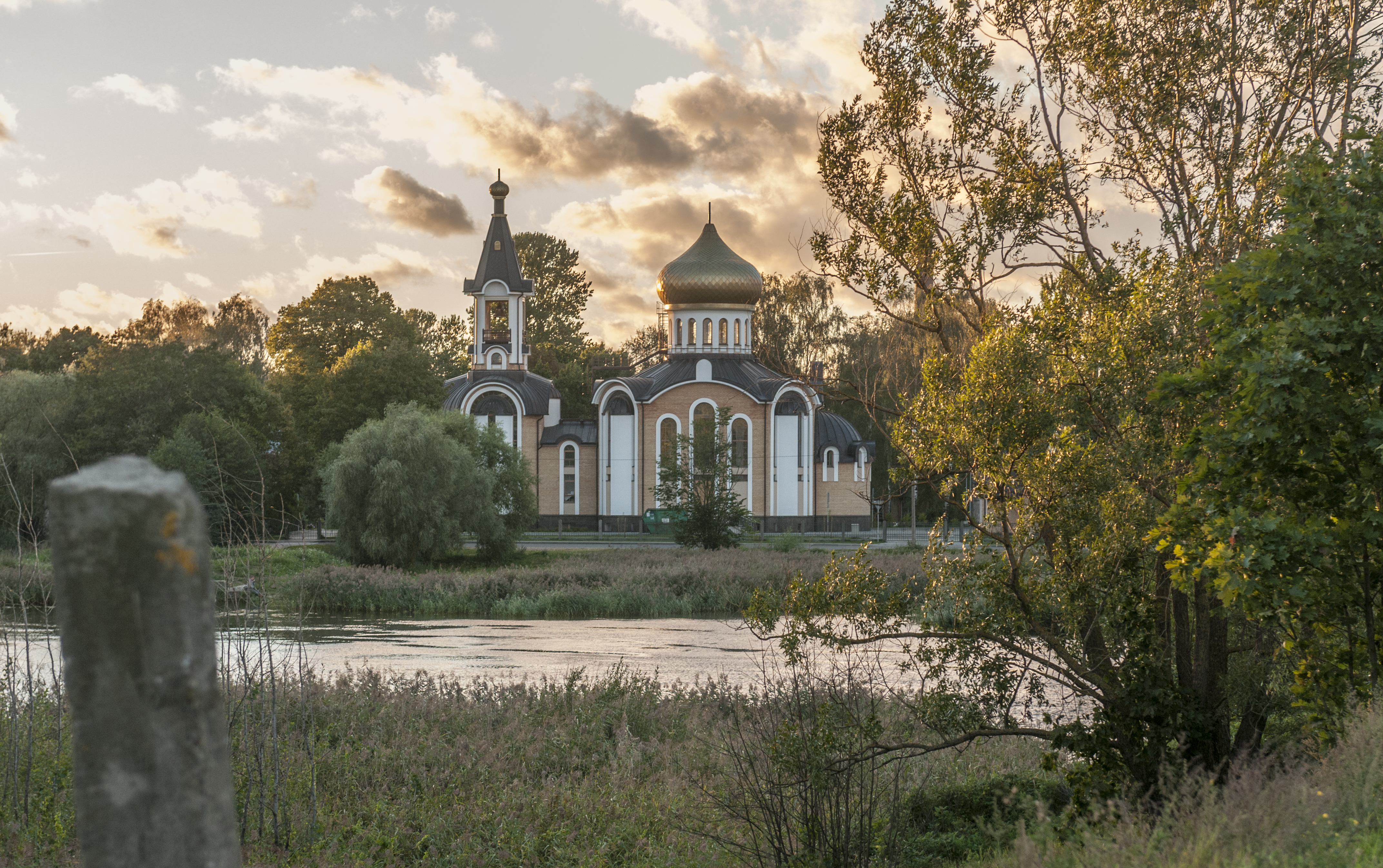
Православна церква Даугавгріви
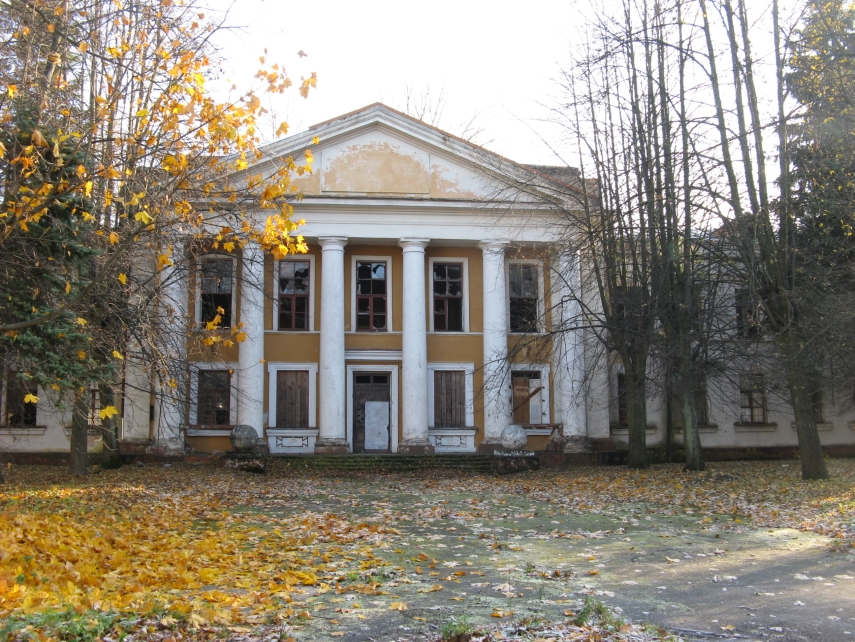
Даугавгрівське військове містечко
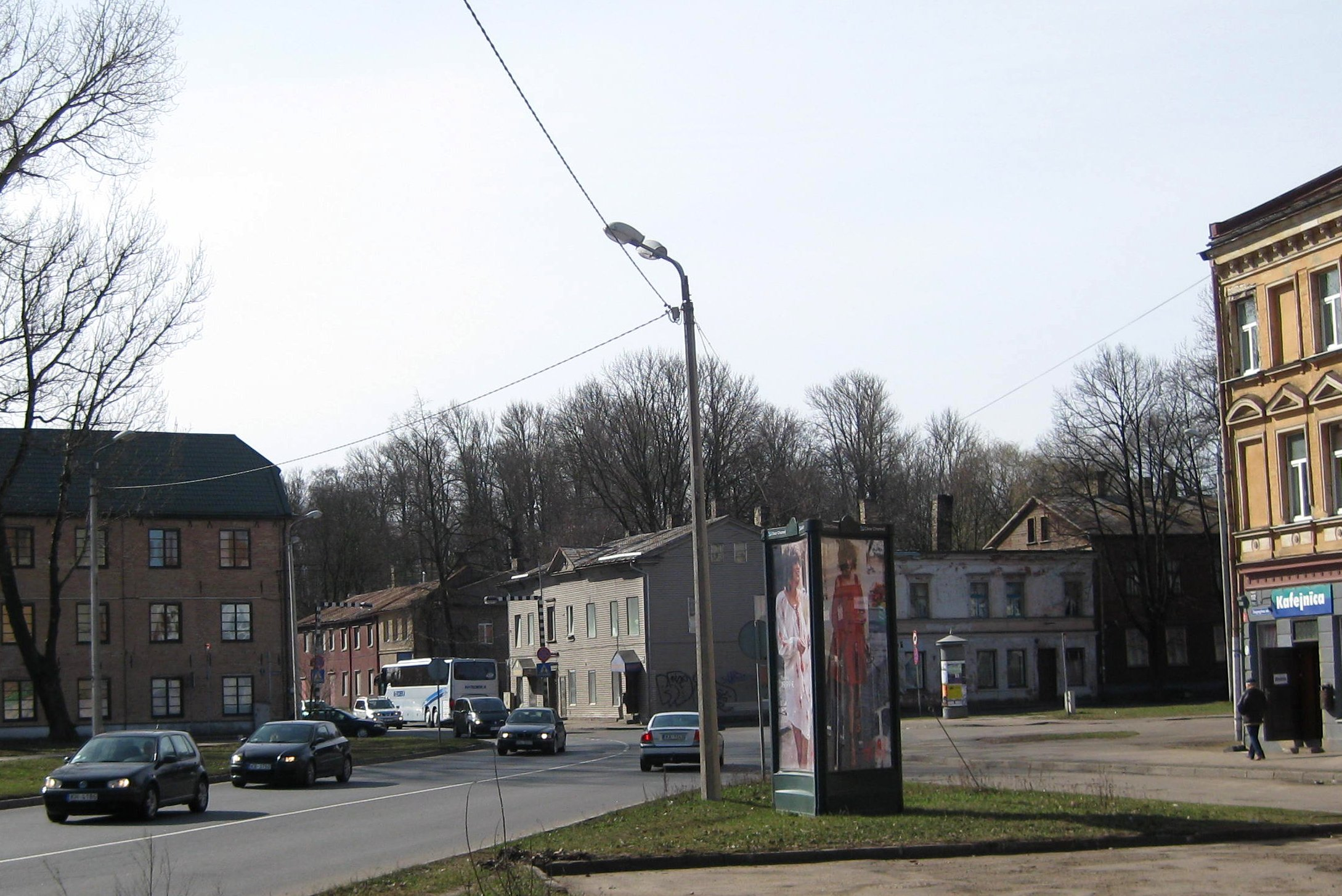
Житловий квартал

### Статті, пов'язані із назвою
- Даугавгрівський маяк
- Даугавгрівський острів
- Даугавгрівська фортеця
- Вулиця Даугавгрівас
- Даугавгрівське шосе